# Charles Sorley

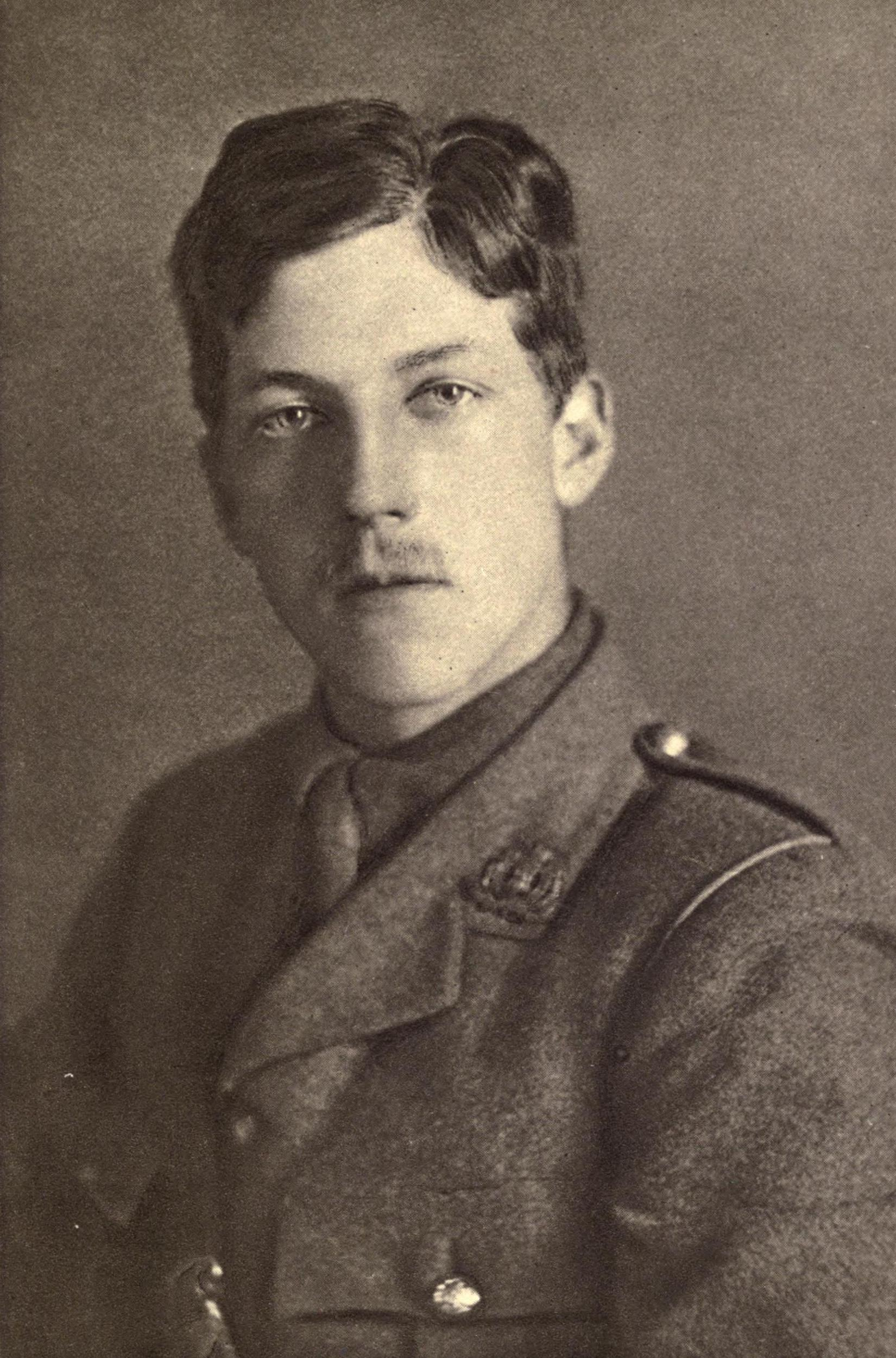
Charles Hamilton Sorley

Charles Hamilton Sorley (* 19. Mai 1895 in Aberdeen; † 13. Oktober 1915 bei Hulluch) kam erst posthum zu einer Bedeutung als Kriegsdichter.

## Leben
Sorley wurde als Sohn schottischer Eltern in Aberdeen geboren. 1900 zog die Familie nach Cambridge in England um, nachdem der Vater (William Ritchie Sorley) einen Ruf auf den dortigen Lehrstuhl für Philosophie erhalten hatte. Von 1908 bis 1913 besuchte Sorley das Marlborough College, wo er Ende 1913 ein Stipendium für das University College an der University of  Oxford mit Studienbeginn im Herbst 1914 erwarb. Die bis dahin verbleibenden Monate wollte Sorley für einen Deutschlandaufenthalt nutzen. In Schwerin hielt er sich ab Januar 1914 bei einer Gastfamilie auf, um sein Schuldeutsch zu verbessern. Anfang Mai 1914 schrieb er sich dann als Student an der Universität Jena ein. In Vorahnung auf den unmittelbar bevorstehenden Krieg brach Sorley zum Ende des Sommersemesters 1914 von Jena in Richtung England auf, allerdings auf dem Umweg über eine Wandertour von Koblenz moselaufwärts. Am 1. August ereilte ihn in Neumagen die Nachricht vom Ausbruch des Ersten Weltkrieges. In Trier wurde er für eine Nacht interniert, bevor er sich als feindlicher Ausländer über Belgien nach England durchschlagen konnte.
Zurück in England, meldete sich Sorley freiwillig zum Kriegsdienst im Suffolk Regiment. Nach monatelangem Offizierstraining in England gelangte er Ende Mai 1915 mit seiner Einheit an die Front in Nordfrankreich. Im Rang eines 'Captain' (Hauptmann) fiel er durch die Kugel eines Scharfschützen im Schützengraben in der Nähe von Hulluch bei Loos. Sorley besitzt kein bekanntes Grab, sein Name ist daher auf dem Loos Memorial auf dem Dud Corner Cemetery verzeichnet.

## Werk
Sorley verfasste in seinem kurzen Leben insgesamt 45 Gedichte, viele davon bereits in der Zeit als Schüler am Marlborough College. Bekannt wurde er vor allem durch seine Kriegsgedichte, die ohne den zu Beginn des Ersten Weltkrieges noch weit verbreiteten patriotischen Pathos auskommen und damit einen erheblichen Einfluss auf die spätere Kriegslyrik ausübten. Einer raschen Rezeption Sorleys in Großbritannien stand bis nach dem Zweiten Weltkrieg seine deutschlandfreundliche Haltung im Wege, die sich am deutlichsten in seinem Gedicht To Germany widerspiegelt. Seit 1985 jedoch findet sich sein Name im Poets’ Corner der Westminster Abbey in London.
Im selben Jahr erschien eine umfassende Biographie von Jean Moorcroft Wilson sowie eine Neuauflage seiner erstmals 1916 unter dem Titel Marlborough and other Poems veröffentlichten Gedichte. 1990 folgte von Wilson die annotierte Neuauflage der erstmals 1919 veröffentlichten 130 Briefe, mit denen Sorley seine Erlebnisse und Erkenntnisse im wilhelminischen Vorkriegsdeutschland und während des Militärdienstes nach Hause berichtet. Darunter befinden sich bemerkenswerte Aussagen eines früh gereiften Dichters und unabhängigen Geistes  zum Widersinn des Krieges und zu seiner rational durchdachten Entscheidung, ungeachtet großer Sympathien für Deutschland dennoch in den Krieg zu ziehen.
Sein Gedicht When you see millions of the mouthless dead verstand Sorley als das Gegenstück und als eine nüchterne Alternative zu dem kurze Zeit zuvor von Rupert Brooke verfassten patriotischen Kriegsgedicht The Soldier. Es war sein letztes Gedicht. Nach dem Tod wurde es in seiner  Ausrüstung gefunden.
Auf zwei Londoner Bühnen kam 2016 das von dem Bühnenautor Ian McPherson verfasste Stück "It is easy to be dead" zur Aufführung. Der Titel verwendet eine Zeile aus dem letzten Gedicht von Sorley. Das Stück hat das Leben und die Gedankenwelt von Sorley auf der Grundlage seiner Briefe und Gedichte zum Thema.